# Association sportive féminine de Djerba
L'Association sportive féminine de Djerba (arabe : الجمعية الرياضية النسائية بجربة) ou ASFD est un club tunisien de handball basé à Djerba.